# عائلة قاضي لخناوتي
عائلة قاضي لخناوتي (البنغالية: লখনৌতির কাজী খান্দান) كانت عائلة مسلمة بنغالية من العصور الوسطى عاشت في مدينة لاخناوتي [الإنجليزية] الملكية في سلطنة البنغال. تأسست العائلة على يد تاج الدين النحوي في القرن الخامس عشر، وأنتجت العديد من القضاة والعلماء المؤثرين. انتقل أحفاد شاه مانجهان لاحقًا إلى ولاية غوجارات والولايات المجاورة.

## الأعضاء

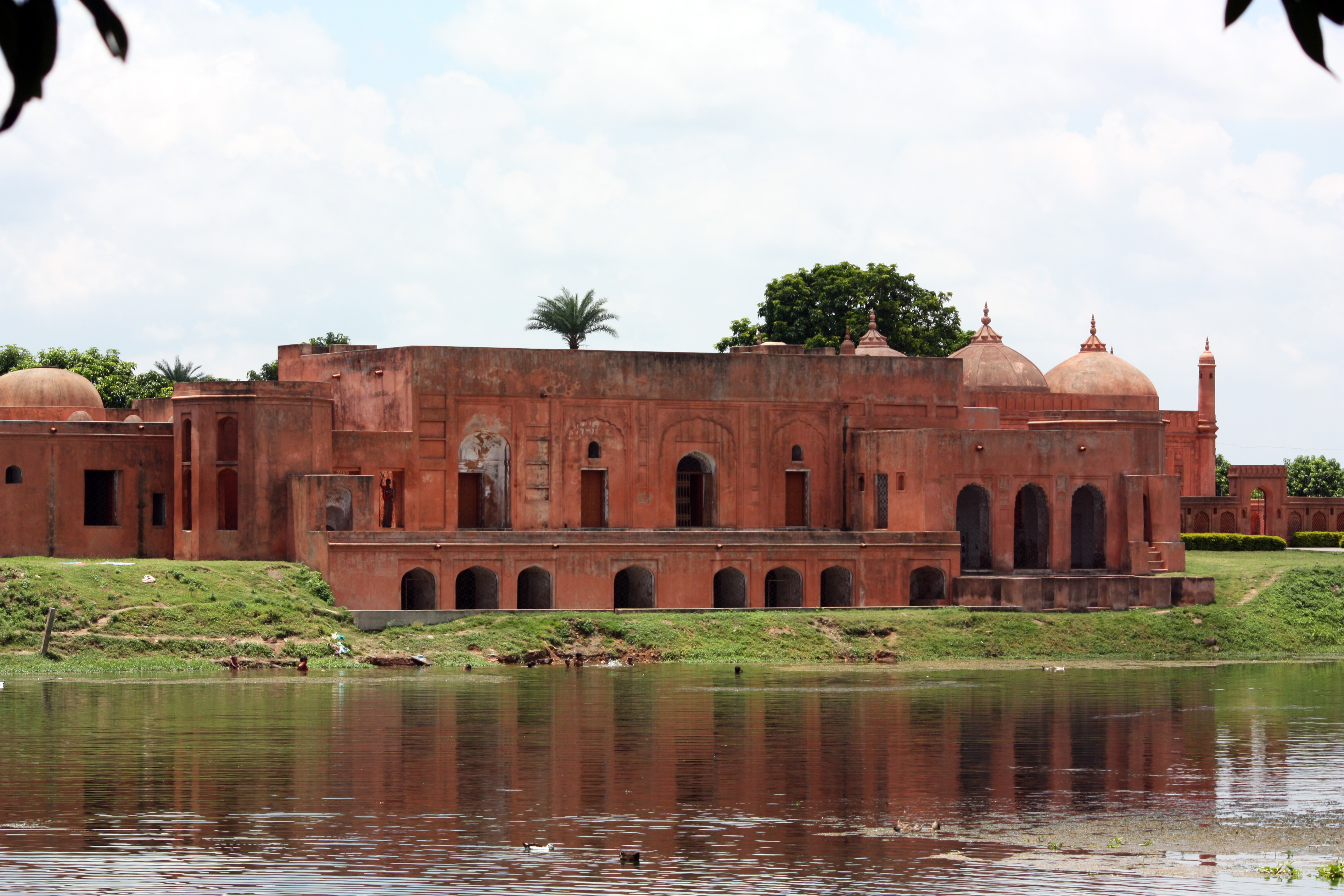
كانت مدينة لاخناوتي التاريخية، التي تقع الآن في نوابغانج في بنغلاديش، العاصمة الملكية لسلطنة البنغال وشهدت تدفقًا للعلماء خلال هذه الفترة.

تنحدر عائلة القاضي من تاج الدين النحوي، الذي كان له نسب عربي من جده الشيخ محمود القرشي الإشقي رندبوش. قبل الاستقرار في لاخناوتي، كانت العائلة تقيم في بلخ في أفغانستان الحالية. وفي البنغال، يقال إنهم أصبحوا الخلفاء الروحيين لعائلة نور قطب عالم في الطريقة الجشتية.

### تاج الدين النحوي
تاج الدين النحوي البلخي اللخناوتاوي كان عالمًا إسلاميًا وقاضيًا ونحويًا في اللغة العربية من القرن الخامس عشر. وبحسب عبد الحي اللكناوي، فإنه كان من أبرز العلماء في مجال النحو واللغة العربية في عصره. وُلِد في عائلة مسلمة سُنية في بلخ، في أفغانستان الحالية، التي كانت آنذاك جزءًا من الدولة التيمورية، حيث نشأ هناك. اشتهر بلقب النحوي وخلاصة العلماء، وكان له خانقاه مشهور في بلخ. ويقال إنه غادر بلخ بعد أن سمع عن الرعاية العلمية للسلطان إبراهيم شاه شرقي (حكم من عام 1402 إلى عام 1440). ومع ذلك، انتهى الأمر بتاج الدين إلى الاستقرار في سلطنة البنغال المجاورة بدلًا من ذلك. استفاد منه العديد من الطلاب في لاخناوتي [الإنجليزية] وأقامت عائلته هناك.

### شاه مانجهان
شاه منجهان اللخناوتاوي (ت. ربيع الأول 1001 هـ / 1592 م) كان وليًّا صوفيًا بارزًا في القرن السادس عشر وشخصية بارزة في الطريقة الشطرية [الإنجليزية]. وهو ابن عبد الله بن خير الدين اللخناوتاوي الذي كان من نسل تاج الدين النحوي. من جهة والدته، كان شاه مانجهان من نسل القاضي سمعان الدين في دلهي. وُلد مانجهان ونشأ في لاخناوتي، ودرس في البداية على يد الشيخ أحمدي. ثم أصبح مريدًا للشيخ تاج الدين الحسيني البخاري مدة طويلة. وقد كرّس جزءًا كبيرًا من وقته في لخناوتي لتدريس العلوم الإسلامية الدينية [الإنجليزية]. وفي نهاية المطاف، أمر تاج الدين البخاري مانجهان بأن يصبح تلميذًا لمحمد غوث، الأستاذ الصوفي في الطريقة الشطرية [الإنجليزية] في ولاية غوجارات. بعد غزو مالوا على يد شير شاه سوري، انتقل مانجهان إلى هناك حيث عُين مسؤولًا دينيًّا لمدينة رايسن [الإنجليزية] المحصنة التي تم فتحها حديثًا. وبسبب عدم الاستقرار السياسي، انتقل لاحقًا إلى سارانجبور [الإنجليزية]، واستقر في قرية أشنا، حيث كتب العديد من الأعمال في العلوم الإسلامية واستقبله السلطان أكبر. وكان ابنه عثمان عالمًا بارزًا في الفقه الإسلامي واللغة العربية.

## فهرس
- al-Lucknawi، Abd al-Hayy (1999). Nuzhat al-khawatir. بيروت، لبنان: Dar Ibn Hazm.